# Haselbach (Bajorország)
Haselbach település Németországban, azon belül Bajorországban. Lakosainak száma 1945 fő (2023. december 31.).

## Népesség
A település népessége az elmúlt években az alábbi módon változott:
| Lakosok száma | 550  | 749  | 1150 | 1222 | 1701 | 1751 | 1797 | 1842 | 1921 | 1945 |
|               | 1875 | 1950 | 1970 | 1987 | 2012 | 2013 | 2015 | 2017 | 2021 | 2023 |